# 全帆装船
全帆装船（英文作Full rigged ship）是有三根或以上桅杆，全部桅杆均挂横帆的帆船。

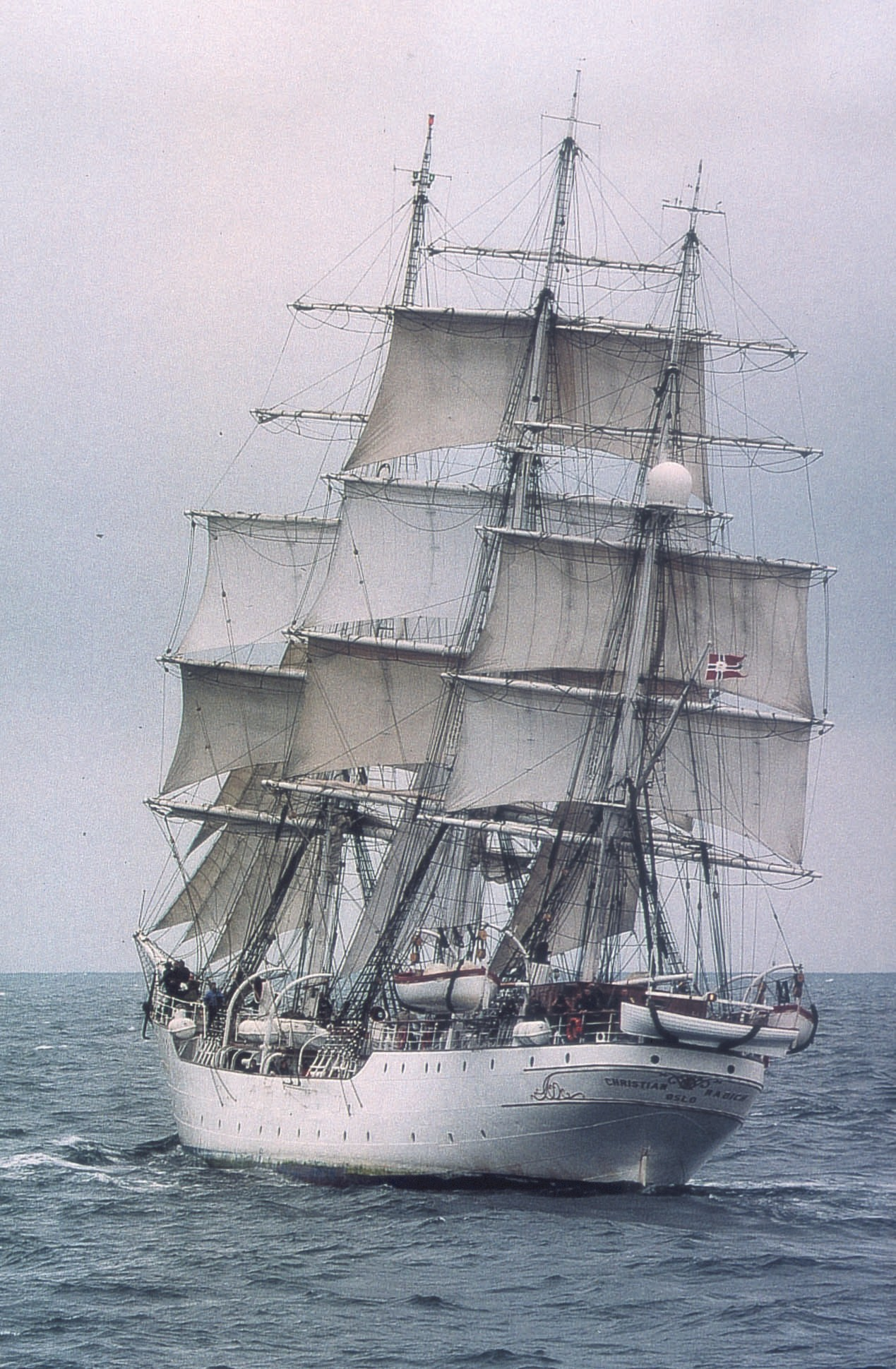
全帆装船Christian Radich号

## 特征
典型的全帆装船一般是三桅，也有四桅、五桅的情况（很罕见。一般超过四桅的帆船会采用最后桅纵帆的帆装，见多桅帆船，而不是全横帆的帆装。）。所有桅杆上均挂横帆，之间一般有支索帆。从船头到船尾，这些桅杆分别称为：
- 前桅（Foremast，第二高的桅杆）
- 主桅（Mainmast，最高的桅杆）
- 后桅（Mizzenmast，第三高的桅杆）
- 辅桅/最后桅（Jiggermast，在四桅帆船上的最后桅，也是第四高的桅杆）。

右图为方帆名称示意图，从下往上分别为：
- 主帆（Coursesail），根据所在的桅杆，前桅的主帆称为前帆（Foresail），后桅的主帆称为后帆（Mizzensail）
- 中桅帆（Topsail），若中桅可放置两个帆，则称为低中桅帆和高中桅帆
- 上桅帆（Topgallant sail），若上桅可放置两个帆，则称为低上桅帆和高上桅帆
- 最上桅帆（Royal sail），上桅之上还可放置最上桅帆
- 天帆（Skysail），最上桅帆之上可放置
- 月帆（Moonraker），天帆之上可放置

注意与普通三桅帆船的区别。后者对应英文中barque，一般指最后一根桅杆上挂纵帆，其他所有桅杆均为横帆的帆船。前桅横帆三桅船则是除了前桅横帆其他桅杆都挂纵帆。
全帆装船船身大，全横帆帆装在各种风向情况下都有很好的速度，但是由于帆索控制复杂需要较多人手，故商用和民用船中以后桅纵帆的普通三桅帆船居多。但是作为战船全帆装船则是风帆时代的首选。标准风帆战列舰均为全帆帆装。

## 著名的全帆装船
- 仅有的两艘五桅全帆装船是建于1902年的Preußen号和2000年的Royal Clipper号，前者出现在德国、福克兰群岛、巴拉圭、格林纳达、塞拉利昂等国的邮票上[1]，后者是现在仍航行的最大的全帆装船。[2]
- HMS勝利號，参与特拉法加海戰的风帆战列舰